# Michael Pius Erdl
Michael Pius Erdl, född den 5 maj 1815 i München, död där den 25 februari 1848, var en tysk anatom och fysiolog. 
Erdl blev 1844 professor vid Münchens universitet. Hans främsta arbete är Die Entwickelung des Menschen und des Hühnchens im Ei (1845-1846). Erdl blev 1845 ledamot av Leopoldina. Under en resa i Österlandet gjorde han den viktiga upptäckten, att Döda havet ligger djupt under Medelhavets yta. 